# 伯特謝巴赫河

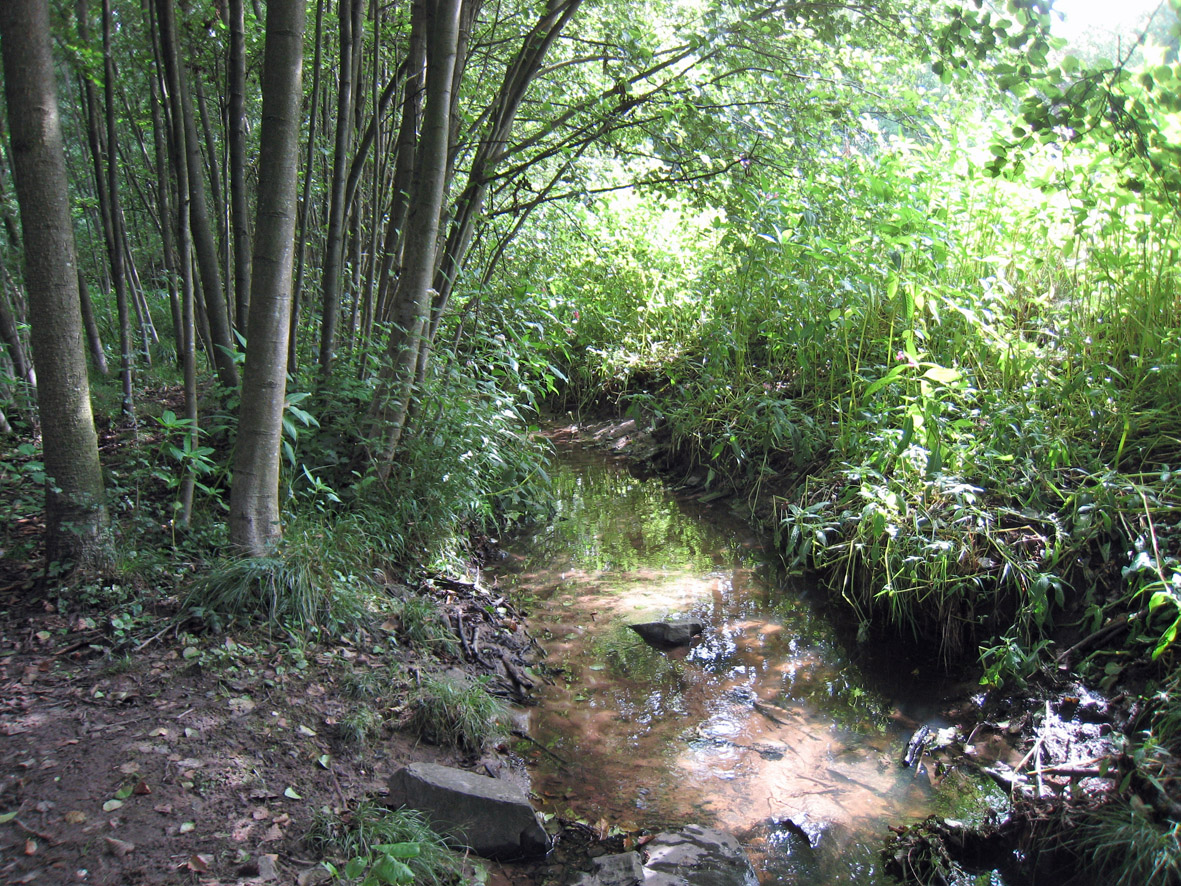

50°56′48″N 7°08′41″E / 50.946666°N 7.144852°E
伯特謝巴赫河（德語：Böttcherbach），是德國的河流，位於該國西部，流經北萊茵-威斯特法倫州，屬於弗萊巴赫河的支流，河道全長4.6公里，發源自貝吉施格拉德巴赫。